# Charles Hilary Vaughan Pritchard
Charles Hilary Vaughan Pritchard, britanski general, * 1905, † 1976.